# Beatrice Bölsterli-Ambühl
Beatrice Bölsterli-Ambühl (Baden, 16 februari 1917 - aldaar, 8 december 1992) was een Zwitserse feministe.

## Biografie

### Afkomst en opleiding
Beatrice Bölsterli-Ambühl was een dochter van Heinrich Ambühl. Ze was getrouwd met Walter Bölsterli, een architect. Ze behaalde een handelsdiploma en werd vervolgens huisvrouw.

### Carrière
Bölsterli-Ambühl was voorzitster van de vrouwencentrale van Aargau van 1962 tot 1972. Ze zette zich in voor de invoering van het vrouwenstemrecht in Zwitserland en voor de opleiding van vrouwen. Ze zette vrouwen ertoe aan om zich politiek te engageren en kwam zelf ook op bij de federale parlementsverkiezingen van 1971 (de eerste na de invoering van het vrouwenstemrecht op federaal niveau), maar geraakte niet verkozen. Ze was tevens vrijwilligster voor diverse politieke, culturele en maatschappelijke organisaties, zoals de vrouwenafdeling van de Vrijzinnig-Democratische Partij in Baden, de Galerie Trudelhaus en het Konzertfonds Baden.

## Werken
- (de)  50 Jahre Aargauer Frauenzentrale, 1971.

- Gemeinsame Normdatei: 1050108701
- Historisch woordenboek van Zwitserland: 020335
- Virtual International Authority File: 308194643